# Odrinska palača
Odrinska palača (turško Edirne Sarayı) ali prej Nova cesarska palača (osmanskoturško Saray-ı Cedid-i Amire) je nekdanja palača osmanskih sultanov v Odrinu, zgrajena v obdobju, ko je bilo mesto prestolnica cesarstva. Le malo stavb palače je preživelo do danes, vendar potekajo rekonstrukcijska dela.

## Zgodovina
Palača je bila zgrajena v lovišču in gozdu, ki pokriva 30–35 ha severno od mesta na zahodnem bregu reke Tundca. Gradnja palače se je začela leta 1450 med vladavino Murata II. (vladal 1421–1444, 1446–1451), vendar se je ustavila, ko je sultan umrl. Čez nekaj časa so se dela nadaljevala in dokončal jih je Mehmed II. Osvajalec (r. 1444–1446, 1451–1481) leta 1475. V naslednjih letih so palačo nenehno vzdrževali in dograjevali z novimi stavbami okoli nje med vladavino Sulejmana Veličastnega (vladal 1520–1566), Ahmed I. (vladal 1603–1617), Mehmed IV. (vladal 1648–1687), Ahmed II. (vladal 1691–1695) in Ahmed III. (vladal 1703–1730).

Palača je ostala neuporabljena od leta 1718, ko je Ahmed III. preselil svoj sedež v Konstantinopel, do leta 1768, ko se je Mustafa III. (vladal 1757–1774) vrnil v mesto. V tem polstoletnem obdobju je palača propadala. Uničenje sta spodbudila potres leta 1752 in požar leta 1776 v mestu. Leta 1825 je nekatere dele palače popravil Mahmud II. (vladal 1808–1839). Palača je bila močno poškodovana, ko so jo ruske sile leta 1829 zasedle Odrin in jo uporabile kot vojaško taborišče. Med letoma 1868 in 1873 so številne stavbe palačnega kompleksa obnovili takratni mestni guvernerji. Nazadnje je bila palača v veliki meri uničena, ko je bilo skladišče streliva blizu nje namerno razstreljeno na ukaz guvernerja Odrina v strahu pred približevanjem ruskih sil med rusko-turško vojno 1877–78. Strukturne elemente porušene palače so nato izropali, da bi jih uporabili drugje.
Arheolog Mustafa Özer z univerze Bahçeşehir, ki vodi izkopavanja na lokaciji, je poročal, da so pridobili nekaj fotografij kompleksa palače, posnetih pred njenim uničenjem. Domneva se, da je ruski fotograf Dmitrij Ivanovič Jermakov (1846–1916), ki je po zgodovinskih zapisih sodeloval v rusko-turški vojni 1877–78 kot vojaški topograf, v 1870-ih obiskal Odrin v obveščevalne namene in fotografiral mesto ulico za ulico. Özer poudarja pomen fotografij palače za obnovo in restavratorska dela in verjame, da obstaja več fotografij.

## Objekti palače
Kompleks palače je sestavljalo 72 različnih stavb s 117 sobami, 14 paviljoni, 18 kopališči, 8 mošejami, 17 vrati in 13 kletmi. V času njene slave je okoli 34.000 ljudem, ki so živeli na območju palače, služilo približno 6000 služabnikov.
Glavna stavba palače se je imenovala Cihannüma Kasrı (dobesedno 'panoramski paviljon'), alias Taht-ı Hümayun (dobesedno 'cesarski prestol'), sestavljena iz sultanove sobe, sobe za zastavo, knjižnice, mošeje in drugih prostorov. Južno od paviljona so bili dodani trije sosednji paviljoni za Mehmeda IV., Mustafo II. in Ahmeda III. Kot nadaljevanje teh stavb so bili haremski prostori za valide sultan (kraljico mater), štiri sultanove žene, šehzade (princa), cariye (odalisko), častnike in stražarje, ambulanto in sprejemno dvorano. Zahodno od paviljona pred sprejemno dvorano so bila »Vrata sreče« (Bab üs-Sa'ade) ali »Vrata belih ag« (Ak Ağalar Kapısı).
Strukturiranje območja okoli palače je potekalo s tlakovanjem struge reke Tundca in gradnjo nasipov na bregovih reke, ki jih je izvedel Bajazid II. (vladal 1481 do 1512). Odrinska palača je tako rekoč vstopila v drugo strukturno obdobje s Sulejmanom Veličastnim in njegovim glavnim arhitektom Mimarjem Sinanom (okoli 1489/1490–1588). V tem času je bila palača preoblikovana, reorganizirana krajinska topografija in rešene težave z oskrbo z vodo. Mimar Sinan je omogočil palači dostop do tekoče vode s kanalom, pridobljenim iz vira, ki ga je prinesel v mesto Odrin iz bližnje vasi Taşlımüsellim. Da bi zaščitili palačo pred poplavami skozi dovodni vodni kanal, je bil kanal zgrajen v obliki krožnega loka okoli palače, ki se je pridružil reki Tundca blizu mostu Saraçhane. Reka Tundca in dovodni vodni kanal sta obkrožala območje palače, zaradi česar zaščitni zid ni bil potreben.
Nadaljnje strukture, ki so bile dodane, so paviljon İmadiye Murada IV. (vladal 1623–1640) ter paviljon procesije, iftarska koča, lovska (Bulbul) koča in vrtnarjeva koča Mehmeda IV. (vladal 1648–1687).

### Panorama paviljon (Cihannüma Kasrı) in Vrata sreče (Bab üs-Sa'ade)
Zlasti leta 2001 so se začela arheološka dela na palačnih vratih, Vratih sreče, in na mestu Sprejemne dvorane. Restavratorska dela, ki jih sponzorira Uprava narodnih palač, so bila zaključena leta 2004. Predvideno je, da bo celotna stavba palače obnovljena za uporabo kot mednarodni kongresni center.
Paviljon Cihannüma je zaradi svoje arhitekture najpomembnejši del kompleksa palače. Zgrajen je bil v letih 1450-1451 in je sedemnadstropna stavba z osmerokotno sobo na vrhu. Sestavljen je iz 'cesarske sobe', sobe za zastave, knjižnice in mošeje. Vzdrževali so jo skozi stoletja, zunanje stopnišče pa je dodal Abdülaziz (vladal 1861–1876). Začetna arheološka izkopavanja na tem mestu so potekala leta 1956.
=== Kopališče v peščenem paviljonu (Kum Kasrı Hamamı)
Leta 2000 so bila izvedena arheološka dela v Kum Kasrı Hamamı (dobesedno kopališče v peščenem paviljonu) in okolici, ki so razkrila obstoj sistema za oskrbo z vodo. Preprosto kopališče, ki ga je zgradil Mehmed Osvajalec, ima tri kopalne dele kot sıcaklık (kaldarij), ılıklık (tepidarij) in soğukluk (frigidarij) pod tremi majhnimi kupolami z ivanom na enem koncu. Kopališče je bilo s hodnikom povezano s palačo.

### Cesarska kuhinja (Matbah-ı Amire)
Južno od glavnega dvorišča je bila Matbah-ı Amire (dobesedno cesarska kuhinja). To je dolgo razpotegnjena stavba pravokotnega tlorisa pod osmimi kupolami. Severna fasada stavbe je v veliki meri izginila. Stavba je danes obnovljena.

### Paviljon pravice (Kasr-ı Adalet)
Kasr-ı Adalet (dobesedno pravosodni paviljon), ki ga je leta 1561 postavil Sulejman Veličastni, ki ga v Turčiji imenujejo Sulejman Zakonodajalec, je edina stavba kot del kompleksa palače, ki je ostala nedotaknjena. V obliki pravokotnega stolpa s koničasto kovinsko streho stoji ob majhnem mostu Fatih čez reko Tundca, ki ga je leta 1452 zgradil Mehmed Osvajalec (turško Fatih Sultan Mehmet). Pred stavbo še vedno stojita dva kamnita stebra. Desni, imenovan »Kamen spoštovanja« (turško Seng-i Hürmet), je bil uporabljen za držanje prošenj ljudstva sultanu, levi pa imenovan »Svarilni kamen« (turško Seng-i İbret), za prikaz obglavljenih glav zločincev.

### Molitvena ploščad (Namazgah)
Severovzhodno od hamama Kum Pavilion je molitvena ploščad, ki je bila zgrajena v drugi polovici 16. stoletja. Za mihrabom je vodnjak.

### Most Kanuni
Most Kanuni čez reko Tundca, imenovan po Sulejmanu Veličastnem, v turščini poznanem kot Kanuni, 'zakonodajalec', povezuje vrt palače z mestom. Zgrajen je bil v letih 1553-1554, dolg je 60 m in ima štiri loke.

### Lovska koča (Bulbul) (Av Köşkü)
Lovska koča (Bulbul), ki jo je leta 1671 zgradil Mehmed IV. alias Mehmed Lovec, je delno nedotaknjena. Po obnovi leta 2002 je v uporabi še danes.

## Bližina
Spominsko pokopališče balkanskih vojn je vzhodno od območja kompleksa palače.